# Eber-Gruppe
Die Eber-Gruppe ist eine wahrscheinlich in der 2. Hälfte des 6. Jahrhunderts v. Chr. hergestellte Gruppe von reliefdekorierten Bucchero-Kelchen, die von einem oder auch mehreren etruskischen Töpfern hergestellt worden sind. Sie wurden in Orvieto gefunden und befinden sich heute in verschiedenen Sammlungen. Ihren Namen erhielt die Gruppe nach dem Motiv von hintereinander schreitenden Ebern, das sich auf mehreren der Kelche findet. Dieser Gruppe lässt sich auch eine in Wien aufbewahrte Kanne zuordnen.

## Vasen der Ebergruppe
- Altenburg, Lindenau-Museum
  - Kelch 111
- Gotha, Schlossmuseum
  - Kelch Ahv 23
- Kapstadt, South African Museum
  - Kelch H 4820
- Kopenhagen, Nationalmuseum
  - Kelch 509
- Wien, Kunsthistorisches Museum
  - Kanne IV 1758 • Kelch IV 1900